# Fólkvangr
Na mitologia nórdica Fólkvangr ("Campo do Anfitrião" ou "Exército" Ou ainda em Nórdico arcaico "Campo do Povo" ou "Campo dos Exércitos") refere-se ao palácio de Freyja, local onde metade dos guerreiros vikings eram recebidos após terem morrido, com honra, em batalha.
Metade das almas dos guerreiros passariam, então, os seus dias a treinar-se em combates, desfrutando de grandes banquetes. A condição imposta seria a de proteger o castelo. Eles formariam um exército, invencível até ao advento do Ragnarǫk, quando combateriam ao lado de Freyja. A outra metade seguia para Valhala, palácio de Odin.